# Nowy Nurt
Nowy Nurt – polskie czasopismo literackie wydawane w Poznaniu jako dwutygodnik w latach 1994–1996.
Regularnie ukazujący się dwutygodnik na bieżąco komentował życie literackie. Pismo zostało założone przez Mieczysława Kurpisza. Początkowo funkcję redaktora naczelnego pełnił od maja 1994 do lutego 1995 Krzysztof Szymoniak. Po jego odsunięciu ze stanowiska redakcję pisma przejęli młodzi poeci Dariusz Sośnicki oraz Mariusz Grzebalski. „Nowy Nurt” zajmował się młodą sztuką, w szczególności polską literaturą i przedstawicielami pokolenia „brulionu”. Prezentowano poezję m.in. Marcina Świetlickiego, Jacka Podsiadły, Marcina Sendeckiego czy Krzysztofa Koehlera. Spośród krytyków swoje rozprawy ogłaszali m.in.: Stanisław Dłuski, Krzysztof Varga, Jarosław Klejnocki, Konrad Kęder oraz Karol Maliszewski.
Zdaniem Marcina Wieczorka:

Po pierwsze „Nowy Nurt” nie chciał zrywać z dotychczasowymi hierarchiami w literaturze polskiej; pod tym względem znacznie różnił się od innych periodyków tego czasu, zwłaszcza zaś od „bruLionu”, był więc pismem kontynuacji, a nie zerwania wątku polskiej kultury literackiej. Po drugie „Nowy Nurt” stał się kroniką współczesnego polskiego życia literackiego, przede wszystkim w jego młodoliterackim wymiarze .

Zdaniem Tomasza Cieślaka:

"Nowy Nurt" redagowany przez Szymoniaka był pismem mało wyrazistym. (...) Publikowano szlice o wątłej motywacji sądów, co wywołało zarzuty pamfletowości. Żywe komentarze wywołał też przeprowadzony przez Szymoniaka , rozpisany na trzy kolejne numery (11, 12, 13 z 1994) wywiad z Krzysztofem Gąsiorowskim, byłym zastępcą redaktora naczelnego "Poezji". Potraktowano go jako apologię postaci skompromitowanej, autor wywiadu tłumaczył się chęcią obnażenia postawy rozmówcy. (...) Od początku 1995 roku wpływ na kształt pisma - coraz większy, a z czasem dominujący - uzyskał Mariusz Grzebalski (przy współudziale Dariusza Sośnickiego jako sekretarza redakcji). W stosunku do okresu pracy pierwszego redaktora naczelnego nastąpiła profesjonalizacja periodyku. Stał się on jednym z ważniejszych pism literackich w kraju.